# Où est Anne Frank !
 (août 2021).
Si vous disposez d'ouvrages ou d'articles de référence ou si vous connaissez des sites web de qualité traitant du thème abordé ici, merci de compléter l'article en donnant les références utiles à sa vérifiabilité et en les liant à la section « Notes et références ».
Pour plus de détails, voir Fiche technique et Distribution.
Où est Anne Frank ! (Where Is Anne Frank) est un film d'animation réalisé par Ari Folman, sorti en 2021.

## Synopsis
De nos jours, Kitty, l’amie imaginaire d’Anne Frank, celle à qui Anne s'adresse dans son journal intime, prend vie à l'occasion d'un violent orage dans la maison d’Anne Frank à Amsterdam. Tant qu'elle reste dans la maison d'Anne Frank, elle est invisible. Dès qu'elle en sort, elle devient visible, mais si elle s'éloigne trop du journal, elle commence à disparaître.
Kitty est étonnée de ne voir ni Anne, ni les autres membres de sa famille, dans la maison d'Anne Frank, et d'y voir défiler une foule de touristes. Parmi eux, Peter, un jeune pickpocket qui détrousse les visiteurs. Une fois dehors, elle se rend compte qu'Anne Frank est partout à Amsterdam, un pont, une école, un théâtre ou un hôpital sont baptisés à son nom. Elle y retrouve par hasard Peter qui comprend vite qui elle est, et qui tombe amoureux d'elle.
Kitty a emporté le journal avec elle, et elle se retrouve accusée de vol, poursuivie par la police. Elle se rend compte que dans l'Amsterdam d'aujourd'hui, des réfugiés fuyant la guerre sont pourchassés par la police et menacés d'être expulsés du pays. Elle fait la connaissance d'une jeune Africaine nommée Ava.
Kitty finit par apprendre la fin tragique d'Anne Frank, et est désespérée. Elle trouve que malgré le culte dont fait l'objet Anne Frank, son esprit humaniste semble avoir été oublié. Avec Peter, elle se rend à Westerbork, puis à Bergen-Belsen, où Anne Frank est décédée. Puis elle va dans un immeuble squatté par des réfugiés, et menace de détruire le journal si les réfugiés ne se voient pas attribuer un statut et un logement légal. Peter est convaincu qu'en ayant accompli sa mission, Kitty est libérée du journal et peut désormais s'en éloigner sans risque. Mais lorsqu'après avoir restitué le précieux cahier, les deux jeunes gens s'éloignent et sortent de la ville d'Amsterdam, Kitty disparaît.

## Fiche technique
Sauf indication contraire, les informations mentionnées dans cette section peuvent être confirmées par la base de données cinématographiques IMDb,  présente dans la section « Liens externes ».
- Titre français : Où est Anne Frank !
- Titre original : Where Is Anne Frank
- Réalisation : Ari Folman
- Scénario : Ari Folman, d'après Le Journal d'Anne Frank
- Musique : Ben Goldwasser et Karen O
- Photographie : Tristan Oliver
- Pays d'origine : Belgique - France - Israël - Pays-Bas - Luxembourg
- Format : couleurs - 35 mm
- Budget : 16 millions d'euros[1]
- Genre : animation, historique, fantastique
- Durée : 99 minutes
- Dates de sortie :
  - France : 9 juillet 2021 (Festival de Cannes 2021), 8 décembre 2021 (sortie nationale)
  - Suisse romande : 8 décembre 2021
  - Belgique : 15 décembre 2021

## Distribution

### Voix originales
- Ruby Stokes : Kitty
- Emily Carey : Anne Frank
- Nell Barlow : Elsa Platt
- Skye Bennett : Margot
- Sebastian Croft : Peter van Daan

### Voix françaises
- Ludivine Sagnier : Kitty
- Sara Giraudeau : Anne Frank
- Matteo Marchese : Peter
- Michel Hinderyckx : Otto Frank
- Fabienne Loriaux : Edith
- Erwin Grünspan : l'inspecteur Van Yaris
- Séverine Cayron : Margot
- Tim Belasri : Peter Van Daan
- Ghena Al Ali : Awa
Version française
  - Studio de doublage : SonHouse
  - Adaptation des dialogues / Direction artistique : Marie-Line Landerwijn

## Sortie

### Accueil
Le film est diffusé en avant première à la 6e édition du festival Les Animés en 2021.
En France, le site Allociné recense une moyenne des critiques presse de 3,2/5.

## Distinction

### Sélection
- Festival de Cannes 2021 : sélection officielle hors compétition